# Bánffy Dezső (miniszterelnök)
Losonczi báró Bánffy Dezső (Kolozsvár, Osztrák Császárság, 1843. október 28. – Budapest, Ausztria–Magyarország, 1911. május 24.), a Bánffy családból való magyar arisztokrata politikus, miniszter, a Főrendiház tagja, előbb (Belső-)Szolnok-Doboka és Beszterce-Naszód vármegye főispánja, a Képviselőház elnöke, majd a Magyar Királyság miniszterelnöke 1895 és 1899 között (ezalatt ideiglenesen a király személye körüli miniszter is). Az Új Párt nevű rövid életű nemzeti radikális párt alapítója.

## Élete

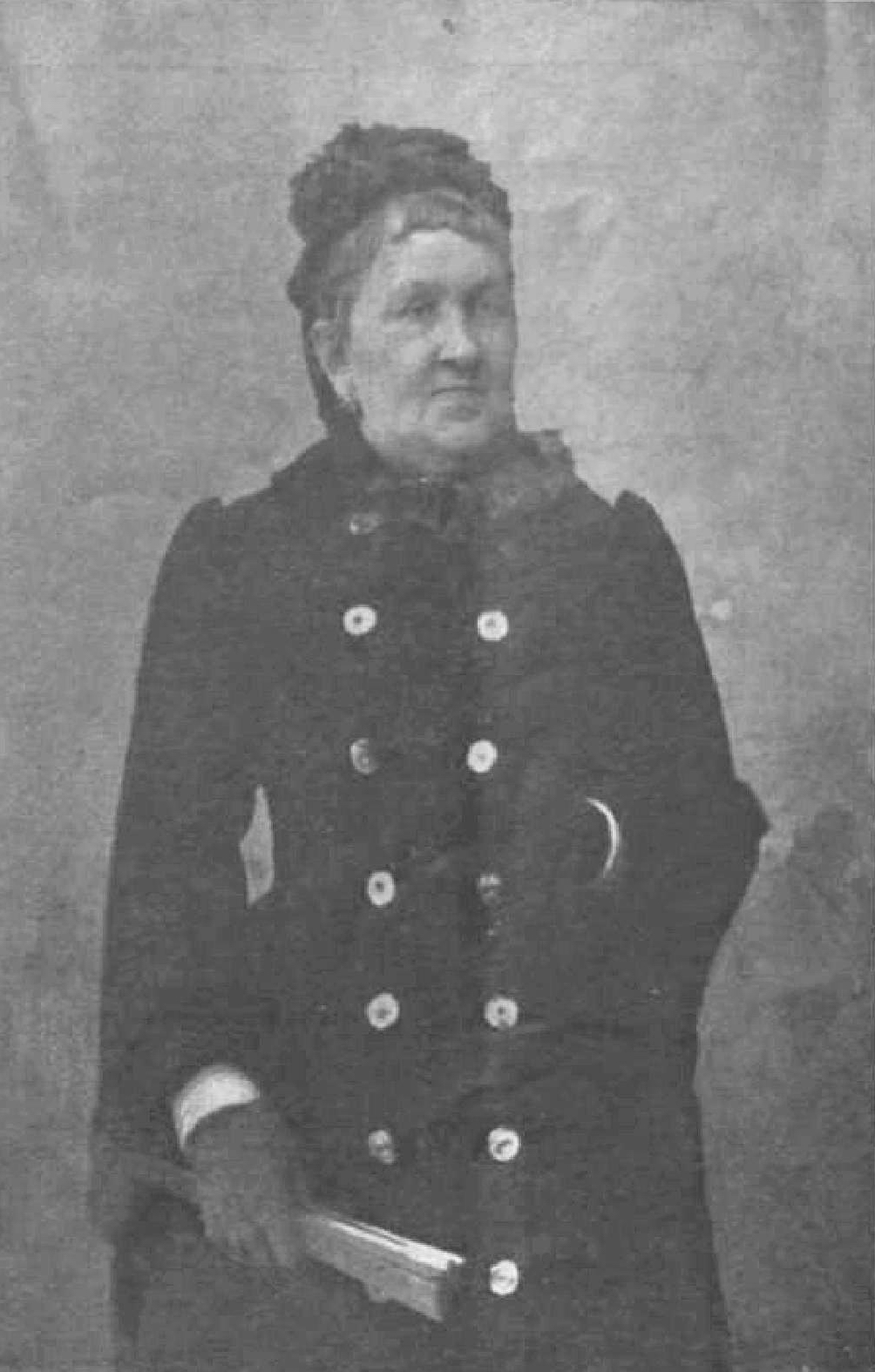
Édesanyja, báró losonci Bánffy Dánielné, született lécfalvi Gyárfás Anna (1821–1902)

### Származása és családja
Az ősrégi magyar nemesi származású báró losonci Bánffy családba született: édesapja báró losonci Bánffy Dániel (1812–1886), édesanyja lécfalvi Gyárfás Anna (1821–1902), apai nagyszülei báró losonci Bánffy Ferenc (1784-1839) és zeykfalvi Zeyk Zsuzsanna (1785-1865), anyai nagyszülei pedig lécfalvi Gyárfás József (1769-1829) és köröstarcsai Veér Róza voltak. Maga Bánffy Dezső a család legidősebb gyermekeként látta meg a napvilágot. Három öccse közül csak ketten érték meg a felnőttkort, Jenő és Ernő.

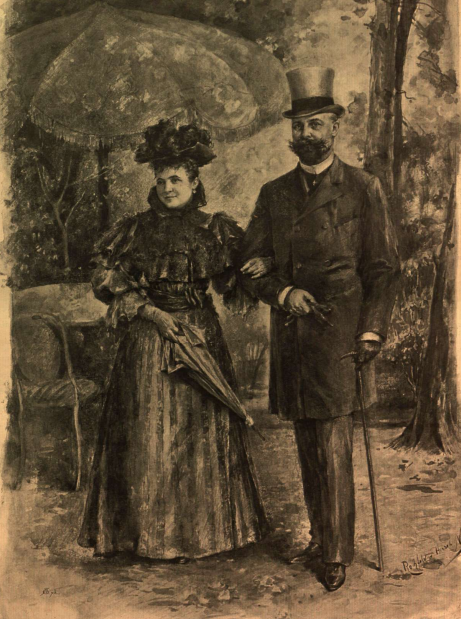
Báró losonci Bánffy Dezső feleségével, báró magyargyerőmonostori Kemény Máriával (1844–1884) (1896)

#### Házassága és leszármazottjai
1865. október 28-án Kolozsváron feleségül vette báró magyargyerőmonostori Kemény Máriát (Bethlen, Belső-Szolnok vármegye, 1844. július 2.–Apanagyfalu, Szolnok-Doboka vármegye, 1884. augusztus 3.), akinek a szülei magyargyerőmonostori Kemény György (1812–1896), Torda-Aranyos vármegye főispánja és gróf betleni Bethlen Mária (1814–1895) voltak. Nála egy évvel fiatalabb feleségétől négy gyermeke született, mielőtt az asszony elhunyt volna. Gyermekeik:
- Kazimír (1866–1922), Alsó-Fehér vármegye főispánja, felesége tarcsafalvi Pálffy Mária (1868-1941)
- Hedvig (születési és halálozási dátuma nem ismert, valószínűleg kisgyermekként elhalálozott)
- Ferenc (1869–1938), első felesége széplaki Petrichevich-Horváth Ida, második felesége báró széplaki Petrichevich-Horváth Hortenzia
- Alice (1871–1948), férje báró Berthold von Feilitzsch

Első felesége halála után majdnem tíz évvel újranősült Désen, 1893. augusztus 13-án. Második felesége a nála közel húsz esztendővel fiatalabb nagyenyedi Máthé Ilona (Dés, Szolnok-Doboka vármegye, 1862. augusztus 18.
–Budapest, 1941. október 14.), akitől egyetlen leánya született:
- Teodóra[2] (1898–1958), első férje szunyogi Szunyogh Gábor, második férje Ernst Ryman.

### Politikai pályafutása

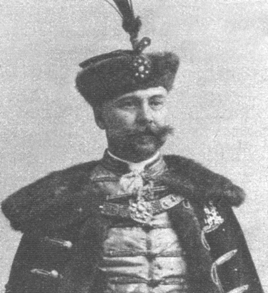
Bánffy Dezső politikus, főispán, miniszterelnök

Bánffy Dezső családjával főként Kolozsvárott élt, a gimnáziumot és a jogot is ott végezte. Államtudományi tanulmányait Berlinben és Lipcsében folytatta.
1869-ben és 1872-ben is balközép programmal indult a képviselői mandátumért Belső-Szolnok vármegyében, de mindkétszer alulmaradt. 1875-ben csatlakozott a Szabadelvű Párthoz. Ettől az évtől Belső-Szolnok vármegye főispánja, és Kővárvidéke főkapitánya, valamint a főrendiház jegyzője lett. A következő évtől Szolnok-Doboka, majd 1883-tól Beszterce-Naszód vármegye főispánja is. E hivatala tízéves jubileuma alkalmával a király a Lipót-rend lovagkeresztjével tüntette ki. 1889-ben megkapta a Szent István-rend kiskeresztjét. 1890 végén főispáni tisztségeiről lemondott. Tevékenységét mind a nemzetiségi törekvésekkel, mind pedig a Szabadelvű Párt politikai ellenzékével szembeni kemény, gyakran törvénytelen fellépés jellemezte, amiért is személyét a „dobokai basa” gúnynévvel illették kortársai. Gratz Gusztáv szerint a nemzetiségek erőszakos asszimilálására törekvő sovén magyar archetípusát látták benne.
Az 1892-es és az 1896-os választásokon a szilágysomlyói választókerületben szerzett mandátumot. 1892-től 1895-ig a képviselőház elnöke. 1895. január 14-e és 1899. február 26-a között miniszterelnök, 1898-ban a király személye körüli miniszter is volt. A miniszterelnök oldalán nagyjeszeni Jeszenszky Géza ügyvéd a 67-es alapon álló nemzeti ellenzéki párt vezérkarához tartozott és a volt miniszterelnök egyik legbizalmasabb embere volt. Miniszterelnöki székéről az ischli klauzula miatt kirobbant ellenzéki obstrukció miatt kénytelen volt lemondani. Távozását követően leköszönt képviselői mandátumáról, és 1904-ig a királyi főudvarmester méltóságot töltötte be.
1896-ban a Lipót-rend, 1899-ben a Szent István-rend nagykeresztjével tüntették ki. 1903-ban megalapította az Újpártot. 1904-ben Szeged I. választókerületében nyert mandátumot a szabadelvű párti Rónay Jenővel szemben. A következő három választáson (1905, 1906, 1910) is ott szerzett mandátumot. 1910-ben az általános választójogot zászlajára tűző Választójog Országos Szövetsége elnöke. A református egyház erdélyi kerületének főgondnoka, az egyetemes református konvent és zsinat világi elnöke volt.

## A hatalmi piramis csúcsán

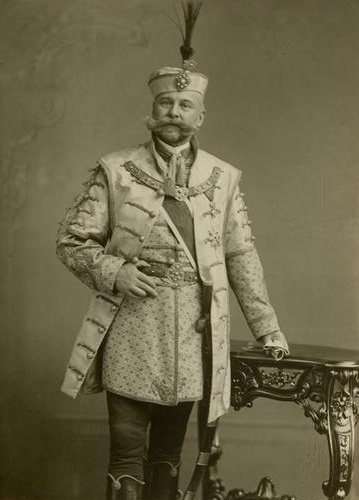
Bánffy Dezső díszmagyarban

Bánffy az egyházpolitikai küzdelmek által felzaklatott magyar politikai közéletben látott hozzá miniszterelnöki tevékenységéhez, amelynek már a kezdetén a bukás lehetőségével szembesült Antonio Agliardi pápai nuncius magyarországi látogatása miatt. A sajtó és a politikum egy része azt a látszatot igyekezett kelteni, hogy a pápai követ megnyilvánulásai a magyar belpolitikába való beavatkozással érnek fel. Bánffy, aki maga is gyanakodva nézte Agliardi tevékenységét a közös külügyminiszterrel egyeztetve a képviselőházban kijelentette: a nuncius tevékenysége „a belügyekbe való beavatkozás látszatával bír”. Ezt követően a közös külügyminisztérium mégis élesen elhatárolódott Bánffy kijelentésétől. Így Bánffy kellemetlen helyzetbe került: vagy neki, vagy a közös külügyminiszternek távoznia kellett posztjáról. A király némi tépelődés után a közös külügyminisztert, Kálnoky Gusztávot menesztette.
1896-ra treuga Deit hirdettek a pártok, hogy a millenniumi ünnepségek fényét ne tompítsák politikai csatározások. A király május közepén szentesítette a honfoglalás ezredik évfordulójának törvénybe iktatását (1896. VII. tc.). A felszínen minden káprázatos volt, de a társadalmat feszítő ellentétek - köztük is legnagyobb súllyal a nemzetiségi kérdés – megoldatlansága sötét árnyként vetült a honalapítás 1000. évfordulójára. A pártok közti béke is csak az őszi választásokig tartott, amelyeken Bánffy kíméletlen erőszakkal óriási többséget szerzett a Szabadelvű Párt számára a képviselőházban.
A választások befolyásolására a hagyományos etetés-itatás mellett, számos más módszer is rendelkezésre állott. A Versecen szabadelvű párti képviselőjelöltként induló Herczeg Ferenc például így emlékezett az 1896-os választásokra: „Nagyon megijedtem, mikor az elnök a választást úgy vezette, hogy vagy kétszáz ellenzéki választót egyáltalában nem engedett leszavazni. Órákon át az eljárás idegölő lassúságával dühítette őket, majd kitűzte a zárórát, és mikor a türelmetlen ellenzékiek lármázni kezdtek, karhatalommal kiszorította őket a városházáról.”
Az új bűnvádi perrendtartás parlamenti tárgyalása során Bánffy az ellenzék „agyonbeszéléses” obstrukciójával volt kénytelen szembesülni a törvényjavaslat azon pontja miatt, amely szerint a sajtó által elkövetett becsületsértési ügyekben ne az esküdtszékek, hanem a királyi törvényszékek ítéljenek. Bánffy nem gondolkodott az obstrukciót ellehetetlenítő házszabály megalkotásán, inkább kompromisszumos megoldást választott a vitatott 16. paragrafus kapcsán: „Ha azonban a rágalmazás vagy becsületsértés… közmegbizatásban eljáró ellen, és pedig az utóbbinak hivatalos tetteire vonatkozólag volt elkövetve, az esküdtbiróság itél.”

### Obstrukció és bukás
1897–98 folyamán a gazdasági kiegyezési tárgyalások osztrák parlamenti jóváhagyása komoly akadályokba ütközött az elhúzódó osztrák parlamenti válság miatt. Annak érdekében, hogy a tízévenkénti újratárgyalás ne okozzon a későbbiekben hasonló problémákat, a magyar és osztrák kormány megalkotta az ischli klauzulát, amely az osztrák–magyar gazdasági kiegyezés tíz esztendős időbeli hatályát megszüntette, de fenntartotta a magyar parlament újratárgyalást kezdeményező jogát. Az ellenzék az ischli klauzulában a magyar függetlenség sárba tiprását látta, egyúttal kiváló alkalmat arra, hogy a választások tisztaságát „beszennyező” Bánffyt megbuktassa.

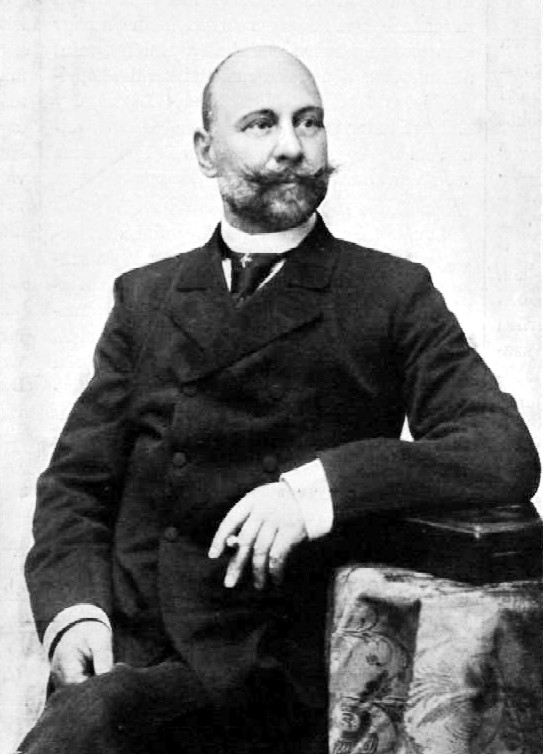
Ellinger Ede: Bánffy Dezső (fénykép)

Technikai obstrukció kezdődött, teljesen megbénítva a képviselőház munkáját. Ennek mibenlétéről a korábban már idézett Herczeg Ferenc a következőket írja: „A technikai obstrukciónak voltak mesterei és tudósai, akik valósággal remekeltek a Ház munkaképességének megbénításában. A legmegszokottabb fogásuk az volt, hogy az ülések elején négy-öt módosítást indítványoztak a jegyzőkönyv szövegéhez – olykor csak hasonló jelentőségű szavak kicserélését, mint például indítvány helyett javaslat – mindegyik módosításra húsz képviselő aláírásával név szerinti szavazást kértek. Mivel minden név szerinti szavazás eltart egy óráig, a házszabályok szerint pedig az ülés négy órában van megszabva, tehát négy-öt név szerinti szavazással agyon lehetett ütni egy-egy ülést. Mégpedig a házszabályok tiszteletben tartása mellett, teljesen törvényes módon.”
Amikor úgy tűnt, ez is kevés a miniszterelnök megbuktatásához, személyében kezdték támadni Bánffyt. E verbális támadások sorából kiemelkedik Horánszky Nándor durva hangvételű képviselőházi felszólalása, amelyre 1898. december 24-én került sor. Bánffy nyílt levélben válaszolt Horánszkynak, mire utóbbi, párbajsegédei által „fegyveres megtorlàst” kért a miniszterelnöktől. Mivel azonban Bánffy segédei ezt a kifejezést értelmezhetetlennek tartották, és a másik fél segédei a fegyveres elégtétellel nem érték be, a párbaj elmaradt. Horánszky becsületsértő, politikai célzatú kirohanására, és a nyomában járó „lovagias ügyre” egyébként volt már példa a képviselőházban. 1891. október 22-én ugyanis Horánszky Szilágyi Dezsőt vonta kérdőre hasonlóan keresetlen stílusában. Szilágyi válaszát követően Horánszky párbajsegédek után nézett, de az esemény végül akkor is elmaradt.
Bánffy nem tudott mit kezdeni az obstrukcióval, és Tisza Kálmán kezdeményezése (Tisza-lex) sem hozott áttörést, sőt, sokak kilépéséhez vezetett a Szabadelvű Pártból. Így nyilvánvalóvá vált, hogy az 1899-es évet az ország 1867 óta először exlex (elfogadott költségvetés nélküli) állapotban kezdi meg. A magyar parlamenti válságot csak új kormány megalakításával lehetett feloldani, amelynek vezetője Széll Kálmán lett.

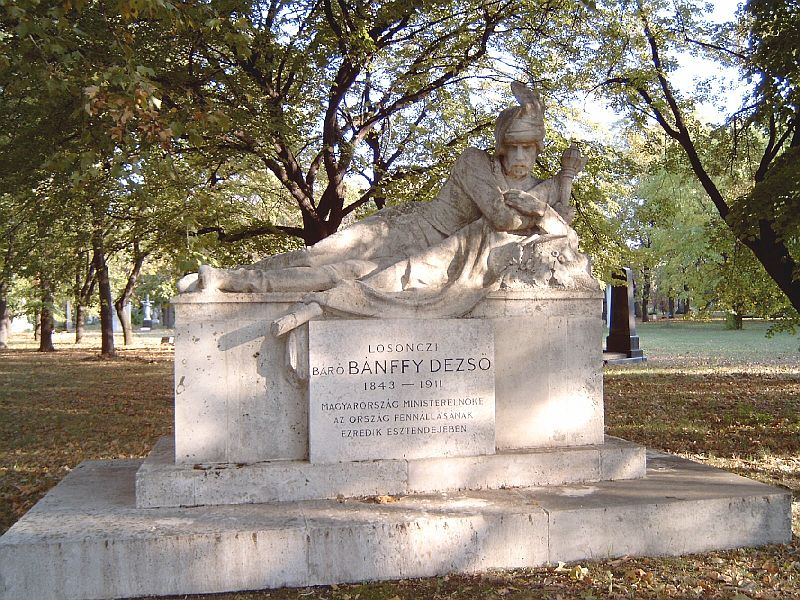
Bánffy Dezső sírja Budapesten. Kerepesi temető: 29/2-1-2. sarok, Kallós Ede szobrász műve

## „A legsovinisztább magyar”
Bánffy a nemzetiségi kérdés tekintetében markáns álláspontot foglalt el, amelyet A magyar nemzetiségi politika című munkájában fejtett ki. Véleménye szerint a nemzetiségek elmagyarosítását minden rendelkezésre álló eszközzel elő kell mozdítani, ugyanakkor parányi rést sem szabad nyitni a nemzetiségek kulturális, nyelvi vagy egyéb más törekvései előtt. A magyarosítás szempontjából fontos eszközként ajánlja a felekezeti iskolákkal szemben a népoktatás államosítását, valamint a telepítéseket, folytatólagosan a magyar etnikai tömbök határai mentén. Felhívja a figyelmet a család- és településnevek magyarosítási folyamatának felgyorsítására is. Javasolja továbbá, hogy magyarul nem beszélő cselédek ne kerüljenek alkalmazásba, és magyarul nem tudó piaci árusoktól a magyarok ne vásároljanak.
Egyik képviselőházi felszólalásában így fogalmazott: „az én eszményem a nemzeti állam, melyben helyet és elégülést talál mindenki, aki magyar. És pedig különbség nélkül; de csakis az, aki magyar.” Az egységes magyar politikai nemzet gondolatát Bánffy az egységes magyar etnikai nemzet eszméjével kívánta felcserélni.

## Emlékezete
- 1900-ban Makón a korábbi Fuvola utcát róla nevezték el, Cigánybécs városrészben.[11]